# کمپین سرکوب ضدانقلابیان
کمپین سرکوب ضدانقلابیان (به چینی: 镇压反革命) اولین کمپین سیاسی انجام شده توسط حزب کمونیست چین برای محو عناصر اپوزیسیون، خصوصاً کومینتانگ سابق بود که متهم به براندازی دولت جدید کمونیست بودند. کمپین در مارس ۱۹۵۰ در پاسخ به شورشهای رایج در سالهای اولیه جمهوری خلق چین شروع شد. شمار زیادی از «ضد انقلاب» دستگیر و اعدام و حتی محکوم به کار اجباری شدند.